# Lijst van voetbalinterlands Hongarije - Servië
Deze lijst van voetbalinterlands is een overzicht van alle officiële voetbalwedstrijden tussen de nationale teams van Hongarije en Servië. De buurlanden speelden tot op heden vijf keer tegen elkaar. De eerste ontmoeting, een groepswedstrijd tijdens de UEFA Nations League 2020/21, werd gespeeld in Belgrado op 11 oktober 2020. De laatste ontmoeting, een kwalificatiewedstrijd voor het Europees kampioenschap voetbal 2024, vond plaats op 14 oktober 2023 in Boedapest.

## Wedstrijden
| № | Plaats    | Datum            | Competitie                  | Wedstrijd          | Uitslag |
| - | --------- | ---------------- | --------------------------- | ------------------ | ------- |
| 1 | Belgrado  | 11 oktober 2020  | UEFA Nations League 2020/21 | Servië – Hongarije | 0 – 1   |
| 2 | Boedapest | 15 november 2020 | UEFA Nations League 2020/21 | Hongarije – Servië | 1 – 1   |
| 3 | Boedapest | 24 maart 2022    | Vriendschappelijk           | Hongarije − Servië | 0 − 1   |
| 4 | Belgrado  | 7 september 2024 | EK 2024 kwalificatie        | Servië – Hongarije | 1 − 2   |
| 5 | Boedapest | 14 oktober 2023  | EK 2024 kwalificatie        | Hongarije − Servië | 2 − 1   |

## Samenvatting
| Competitie          | Totaal gespeeld | Winst Hongarije | Gelijk | Winst Servië | Doelsaldo Hongarije – Servië |
| ------------------- | --------------- | --------------- | ------ | ------------ | ---------------------------- |
| EK-kwalificatie     | 2               | 2               | 0      | 0            | 4 − 2                        |
| UEFA Nations League | 2               | 1               | 1      | 0            | 2 − 1                        |
| Vriendschappelijk   | 1               | 0               | 0      | 1            | 0 − 1                        |
| Totaal              | 5               | 3               | 1      | 1            | 6 − 4                        |

## Details

### Eerste ontmoeting
| UEFA Nations League 2020/21 (Belgrado, Servië, 11 oktober 2020):                                                          |       |                     |
| Servië | 0 – 1 | Hongarije           |
| | goals | 20' Norbert Könyves |
| - Debuut van Dušan Vlahović (ACF Fiorentina) voor Servië. - Debuut van Norbert Könyves (Zalaegerszegi TE) voor Hongarije. |       |                     |

### Tweede ontmoeting
| UEFA Nations League 2020/21 (Boedapest, Hongarije, 15 november 2020): |       |                      |
| Hongarije                                                             | 1 – 1 | Servië               |
| Zsolt Kalmár 39'                                                      | goals | 17' Nemanja Radonjić |
| - Debuut van Ákos Kecskés (FC Lugano) voor Hongarije.                 |       |                      |